# Wedderburn
Wedderburn – miasto w Australii, w stanie Wiktoria.